# Irène Reno
Pour les articles homonymes, voir Reno.
Irène Reno, pseudonyme de Rena Hassenberg, née à Varsovie le 29 avril 1884 et morte dans le 13e arrondissement de Paris en 19 février 1953, est une artiste peintre et lithographe française (elle obtint la nationalité en 1926) d'origine polonaise. Elle vécut au 220, boulevard Raspail à Paris.

## Biographie

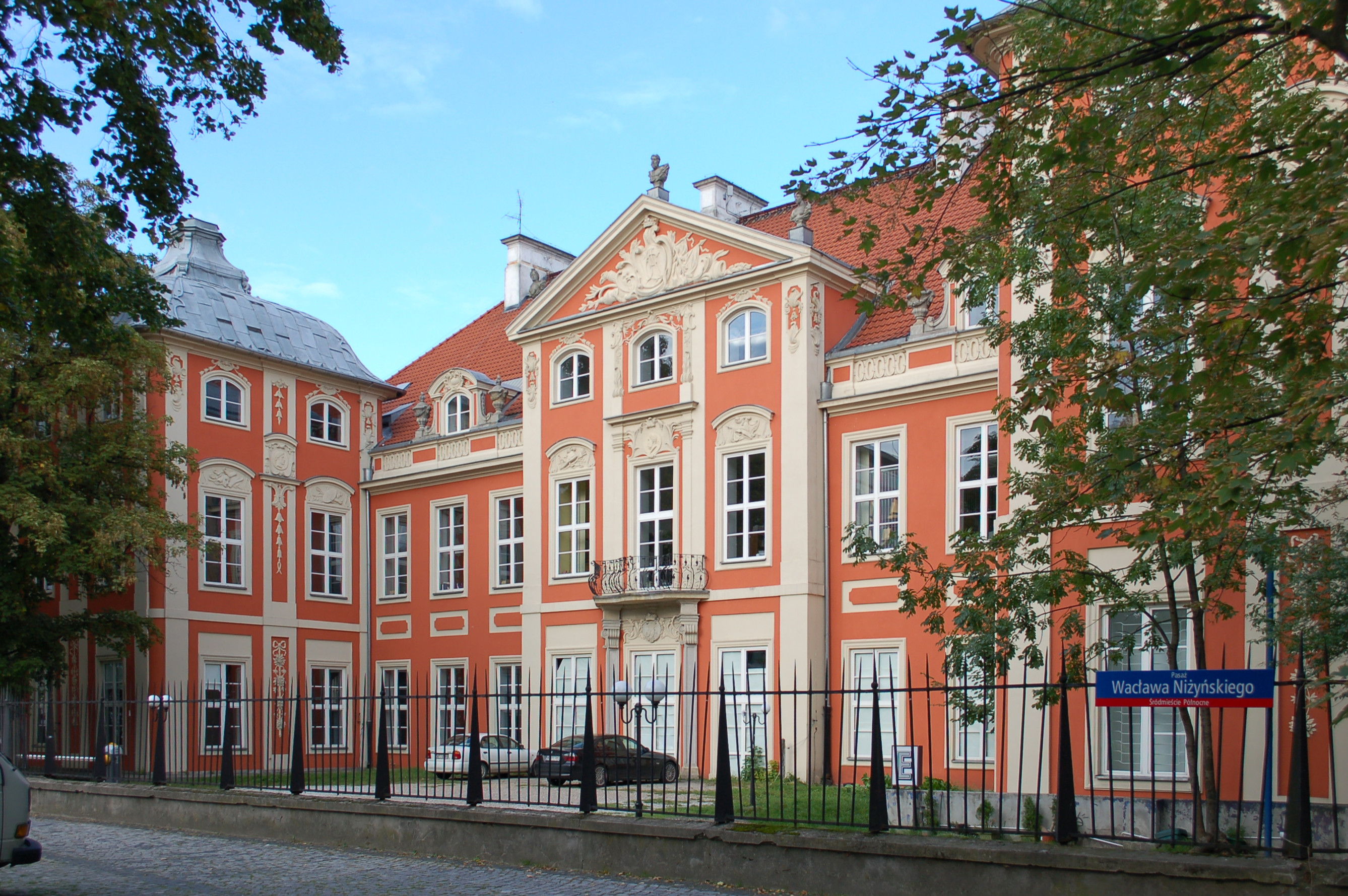
Académie des beaux-arts de Varsovie

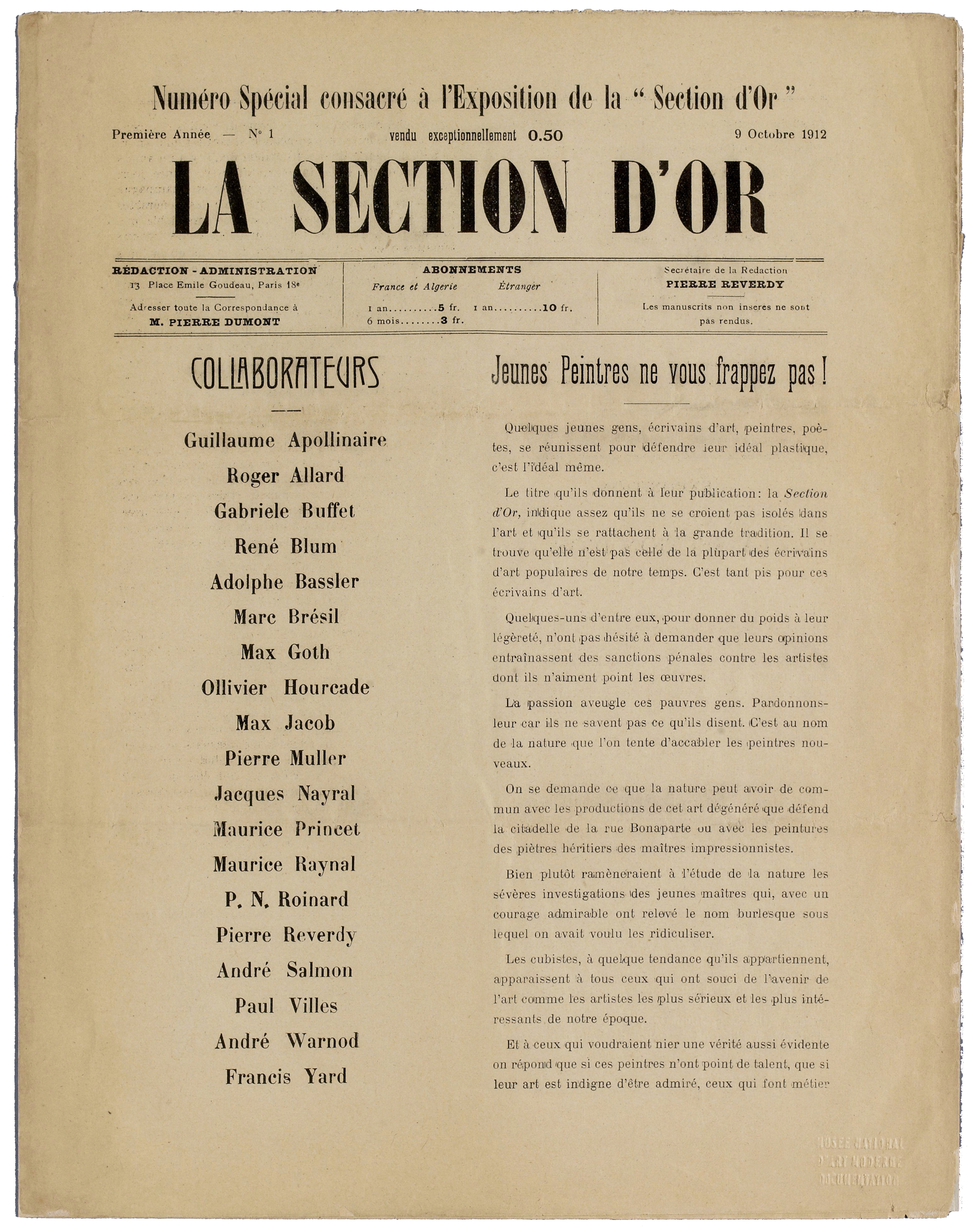
La Section d'Or, numéro spécial, exposition de 1912.

Irène Jeanne Regina est la fille de Fabien Hassenberg et Flora Tennebaum.
Diplômée de l'Académie des beaux-arts de Varsovie, Irène Reno se rend à Paris en 1905 où elle est vite reconnue, et expose au Salon d'automne à partir de 1907, ainsi qu'au Salon des Tuileries. Si la présence d'Irène Reno en Corse (environs d'Ajaccio) au début de la décennie 1910 inspire les toiles qu'elle enverra au Salon d'automne en 1912 ou en 1920, François de Beaulieu pour sa part la cite parmi les artistes remarquables ayant fréquenté le Golfe du Morbihan, observant qu'elle y peint l'Île aux Moines en 1911 et qu'elle est alors, ainsi que le confirme Jean-Pierre Delarge, la compagne du peintre Alcide Le Beau. Sa proximité, avec ce dernier, des milieux cubistes est attestée par leur participation commune au Salon de la Section d'Or qu'organise en octobre 1912 le groupe de Puteaux.
La « vibrante Irène Reno » peint principalement des marines et des paysages urbains de Paris, New York où elle se rend en 1925, ou Biarritz.
Si, en 1926, Charles Fegdal la compare à Maurice Utrillo, elle s'inspire également du cubisme et traduit un espace plus structuré en simplifiant les volumes et les couleurs.
D'origine juive, elle réalisera également des œuvres sur l'holocauste.

## Contributions bibliophiliques
- New York par Reno, portfolio de dix lithographies originales numérotées et signées, 10 exemplaires sur Japon, 100 exemplaires sur Arches, impression sur les presses de Gaston Dorfinant, Paris, Éditions Henri Basset, vers 1935.
- Paris par Reno, portfolio de dix lithographies originales numérotées et signées, 10 exemplaires sur Japon, 100 exemplaires sur Arches, introduction Reno et quelques visages de Paris par Pierre Mac Orlan, impression sur les presses de Gaston Dorfinant, Paris, Éditions Henri Basset, vers 1935.

## Expositions
Personnelles

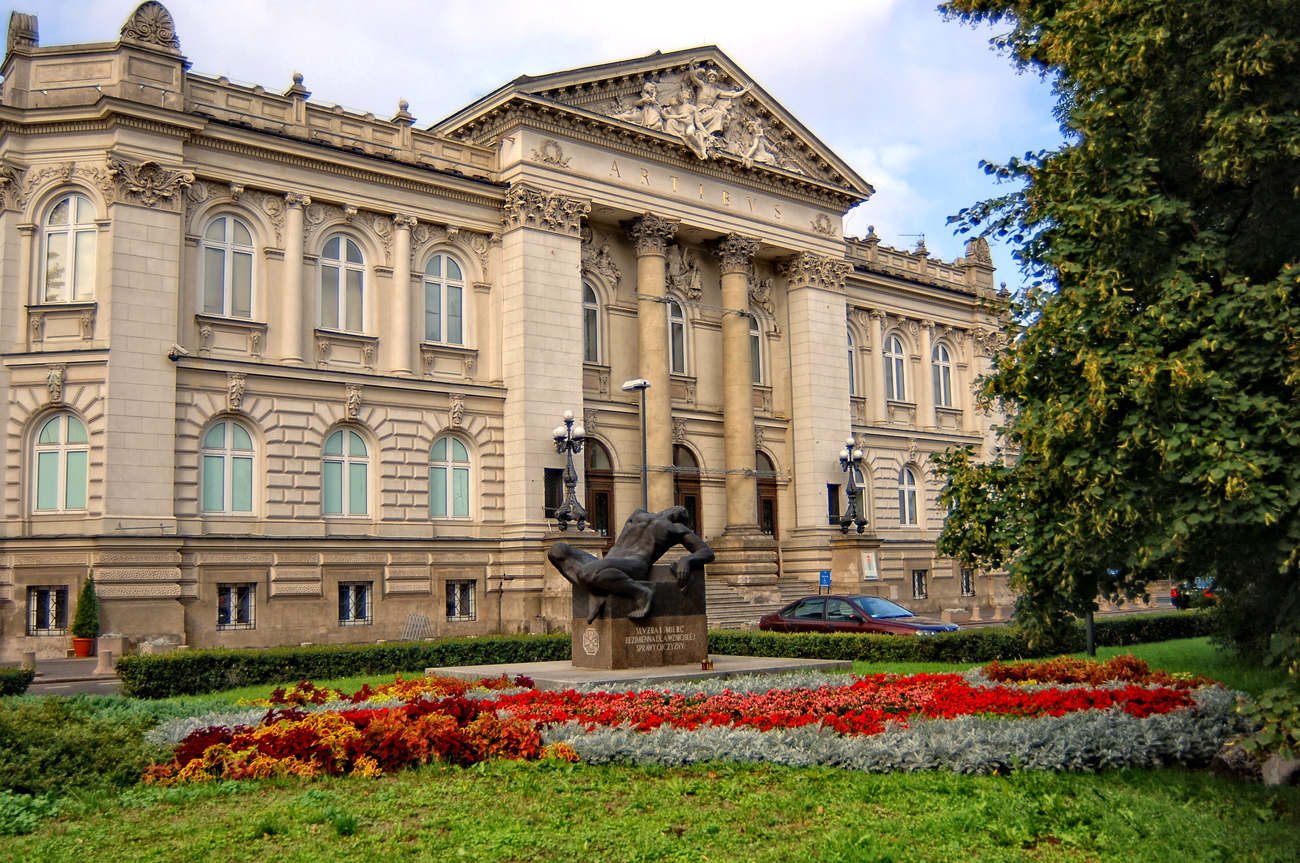
Musée d'art contemporain Zachęta, Varsovie

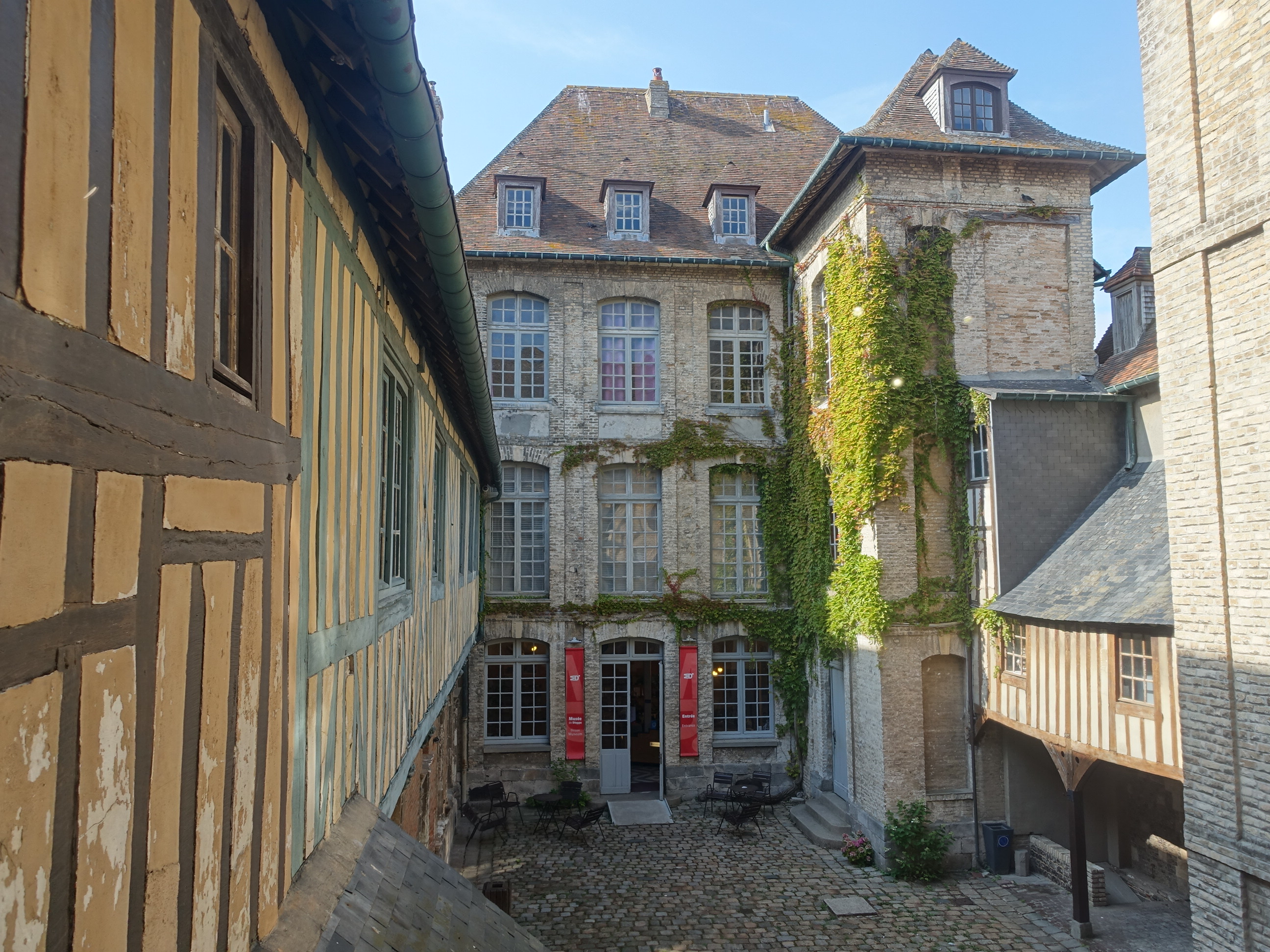
Musée-château de Dieppe

- Musée d'art contemporain Zachęta, Varsovie, 1915[3].
- Galerie Berthe Weill, Paris, 1924[13].
- Irène Reno - New York, Galerie d'art contemporain, Paris, mai 1926[11].
- Galerie Eugène Druet, Paris, 1926[13].

Collectives
- Salon d'Automne, Paris, 1907[14]
- Salon des indépendants, Paris, 1908.
- Salon de la Section d'Or, Galerie La Boétie, Paris, octobre 1912[9].
- Musée d'art contemporain Zachęta, Varsovie, 1913, 1921[3].
- Salon de la Société nationale des beaux-arts, Paris, 1921[3].
- Autour du port de Dieppe peint par Joseph Vernet en 1765, musée-château de Dieppe, juin-septembre 1977[12].

## Réception critique

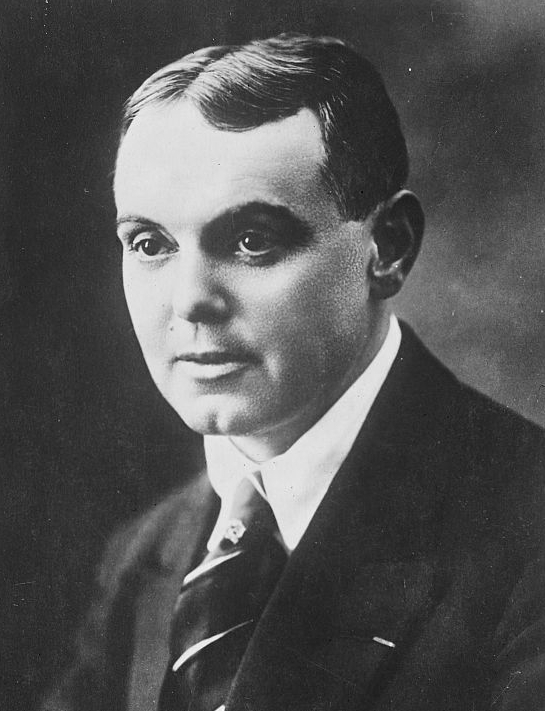
Pierre Mac Orlan

- « Irène Reno expose un ensemble jamais vu à Paris de tout ce qui constitue les aspects, les caractéristiques et l'âme de New York. Bords de l'Hudson et bords de l'East River, grands parcs sillonnés de cavaliers et d'automobiles, parcs immenses, paquebots amarrés et vedettes courantes, amas de maisons basses, de gratte-ciels et de buildings - toute la vie de la grande ville américaine semble surgir ici sous le pinceau ému d'Irène Reno, comme nos paysages de Paris palpitent dans les toiles de Maurice Utrillo. Quoique sa peinture soit plus pleine, d'une transcription plus large, d'atmosphère plus vibrante, Irène Reno, par ses plans modulés avec une sensibilité exquise, pourrait être ici qualifiée d'Utrillo de Nex York. » - Charles Fegdal[11]
- « Irène Reno, qui a su interpréter la ville de New York de telle manière que la plus amicale poésie habite ses monstrueuses demeures, donne aux aspects les plus classiques de Paris un charme subtil fait de douceur et d'équilibre... Irène Reno, qui est slave, et pour cette raison peut-être bonne conductrice de quelques petits détails qui constituent l'âme d'une grande ville, a su définir avec un loyal bonheur les fragiles changements de décor qui donnent aux rues de Paris une personnalité dont le souvenir est tendre. L'artiste, qui aime la lumière du jour, a peint Paris avec la délicatesse d'un peintre de fleurs qui ne vivent pas dans l'ombre... Dans l'œuvre de Reno, la foule participe aux spectacles de la nature comme les infiniment petits y participent. Il n'y a là qu'un dieu : le soleil qui prête à des monuments de pierres vivantes son rayonnement divin. Les jeux de la lumière solaire illuminent les lithographies d'Irène Reno d'une allégresse particulière qui est celle d'un bonheur intime. » - Pierre Mac Orlan[15]
- « Héritière du cubisme, Irène Reno traduit l'espace en simplifiant les volumes et les couleurs. » - Pierre Bazin, conservateur du château-musée de Dieppe[12]
- « Reno s'adonne, avec beaucoup d'intelligence et de sensibilité à un art d'illustration. Elle aime l'atmosphère des grandes capitales et les vues qu'elle a données de Paris sont parmi les plus attachantes qui se puissent rencontrer. » - Léon Degand[16]

## Œuvres dans les collections publiques
- Boulogne-Billancourt, musée des Années Trente.
- Dieppe, château de Dieppe : Quai Henri IV à Dieppe, vers 1930, huile sur toile, 81 × 130 cm. Dépôt du musée national d'art moderne[12],[17],[18].
- Le Havre, musée d'art moderne André Malraux : New York, 1925, huile sur toile.
- Paris, musée d'art et d'histoire du judaïsme[19] :
  - Abside de la synagogue de Cracovie, 1948, pastel ;
  - Cracovie, ruine d'une synagogue du XVe siècle, 1948, pastel ;
  - Les vieilles maisons juives de Kazimierz, 1948, pastel ;
  - Exposition universelle, le pavillon français, lithographie ;
  - Scène animée devant la gare Saint-Lazare, lithographie ;
  - Déchargement sous les anciennes halles de Paris, lithographie ;
  - Auschwitz-Birkenau, lithographie.
- Sceaux (Hauts-de-Seine), musée du Domaine départemental de Sceaux, Gare du Bois de Boulogne, dessin.